# 鳳山縣新城
鳳山縣新城，位於臺灣高雄市鳳山區，過去曾作為清代鳳山縣的縣治所在地，故稱為鳳山縣城，為別位於左營之鳳山縣舊城，遂稱其為鳳山縣新城。
與規模完整的鳳山縣舊城不同，新城後因應都市更新，至今僅保存下來小東門、部分城牆遺構、三座砲台與護城濠，今為直轄市定古蹟。

## 沿革

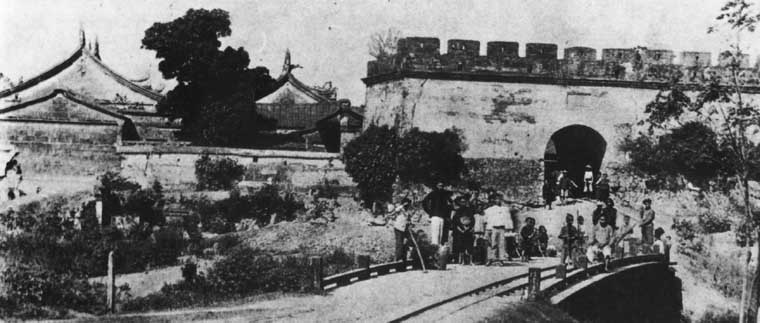
鳳山縣新城大東門舊照，城門後的建築為龍山寺

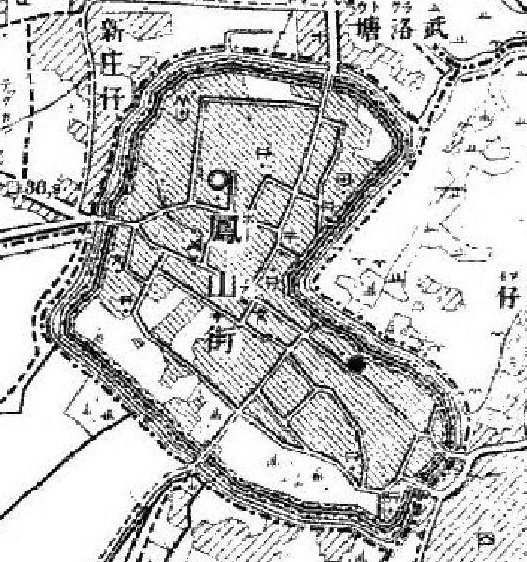
台灣堡圖中的鳳山縣新城

根據《重修鳳山縣志》（1764年）的記載，竹橋莊埤頭街在乾隆時已經發展得相當熱鬧，內部有草店頭、草店尾、中街、武洛唐街等熱鬧的地段，逐漸凌駕於當時的縣治興隆莊之上:66，在乾隆五十一年（1786年），由於臺灣中部發生林爽文事件，其南部的黨徒莊大田響應並攻破縣城:67，事件平定後，由於鳳山縣城遭到相當嚴重的摧殘，居民也很少遷回，訪查之下輿論表示希望將縣治遷到埤頭（今鳳山區）街:69、70。福康安的〈奏為查看南路情形並抵郡城日期奏摺〉也建議將鳳山縣治遷往埤頭街，並調整營汛，之後乾隆帝在朝議上同意將縣治遷移:70。因此在乾隆五十三年（1788年），鳳山縣由興隆庄（今左營區）遷至埤頭街（今鳳山區）莿竹為城，周長一千三百餘丈，莿竹二萬餘株，當時城池本當只有東、西、南、北四門，嘉慶5年(1800年)，由於蔡牽侵犯鹿耳門因素，知縣吳兆麟鑑於民變威脅而強化防禦工事，新城後在嘉慶九年（1804年增建外北門、小東門（或稱東便門），共有六座城門，此刻鳳山縣新城的城池規模為靴子（或稱為心形、元寶形）狀，在台灣中式城池中所罕見。
嘉慶10年(1805年)11月，蔡牽黨羽朱濆再度騷擾鳳山縣，土匪吳淮泗等賊眾響應攻城，幾次民變大大衝擊新城的合宜性，於是遷回舊城的意見浮上檯面，嘉慶十二年（1807年），嘉慶帝同意賽沖阿的提案，將縣治遷回興隆莊:75道光4年(1824年)10月，因爆發許尚、楊良斌之亂，新城再度被亂民攻陷，至此，地方官員決議進行舊城的改築工程，舊城完工後，鳳山知縣與紳民皆未遷回，依然滯留新城，到了道光廿七年（1827年）時，新城的人口已有八千戶:86。光緒十九年（1894年）時，城內有15街肆，再加上小東門外過溝仔街則共有16街肆:86。
道光十八年（1838年），知縣曹謹在新城增建城樓、興建六座砲台、隨之展開大規模的水圳興築工程，將曹公圳作為護城河使用，使得新城的防禦能力大大提昇。更使城池內民生社會更為穩定。
道光廿七年九月十五日（1847年10月23日），閩浙總督劉韻珂巡臺後上奏，請求將鳳山縣縣治再次遷回埤頭街，清廷之後同意此提議。但延至咸豐三年（1853年）林恭變亂平定後，文武衙署才正式遷移埤頭街。咸豐四年（1854年）參將曾元福修築土牆，此時城牆高八尺（2.56公尺）、寬二尺（0.64公尺），上無雉堞，周長一千一百二十丈（3.6公里），後在光緒十八年（1892年）土城傾圮，知縣李淦重修，由於鳳山漸取代埤頭成為本地地名。縣城遷於本地後一度成為臺灣府城以南最為繁榮的市街。
日治初期，由於鳳山為地方重鎮，臺灣總督府開始大力建設其鄰近之街市，因此地方政府開始建設通往打狗地區的道路，明治36年（1903年），先是擴建鳳山街到苓雅寮的道路而拆除西門。後在明治40年（1907年）間，因興建屏東線而在鳳山也設置火車站，隨之新道路需求拆毀北面土牆和刺竹圍籬。昭和3年（1928年），地方政府以改善公共衛生為由，將縣城幾乎所有土牆和兩萬多株的刺竹剷除，並進行今日中山路和光遠路的取直工程。僅保留東便門、平成砲台、訓風砲台、澄瀾砲台等遺跡。東便門門外東福橋在民國90年（2001年）潭美颱風來襲倒塌，目前二座橋墩已移至岸上保存。
民國74年（1985年），鳳山縣新城以「鳳山縣城殘蹟」名義公告為三級古蹟，範圍包括三民路44巷內（小東門）；鳯山區中山路5巷（訓風砲台）；鳳山區曹公路曹公廟後方（平成砲台）；鳳山區復興街與立志街口（澄瀾砲台），並因1997年4月《文化資產保存法》第二次修法而改為市定古蹟。此外，原屬鳳山縣新城東門的門額則保存於鳳山曹公廟等。
2023年，原屬鳳山縣新城的北門、南門門額再經林千智與其家族整理房子時重新發現，近日家人研議，決定將此文物捐獻給高雄市立歷史博物館。歷史博物館則接續處理相關的典藏作業，並先進行基礎研究。

## 城門
鳳山縣新城共有城門六座，之所以多出兩座城門，有研究指出是因應外北門街及東門溪（今鳳山溪）畔之碼頭而增建；但也有為安全考量之說法。此六座城門均位於交通要道，皆因現代都市計劃破壞而消失。

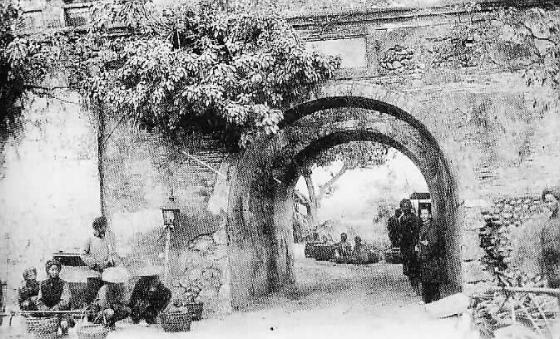
北門平朔門，此面為縣城內側，已拆除
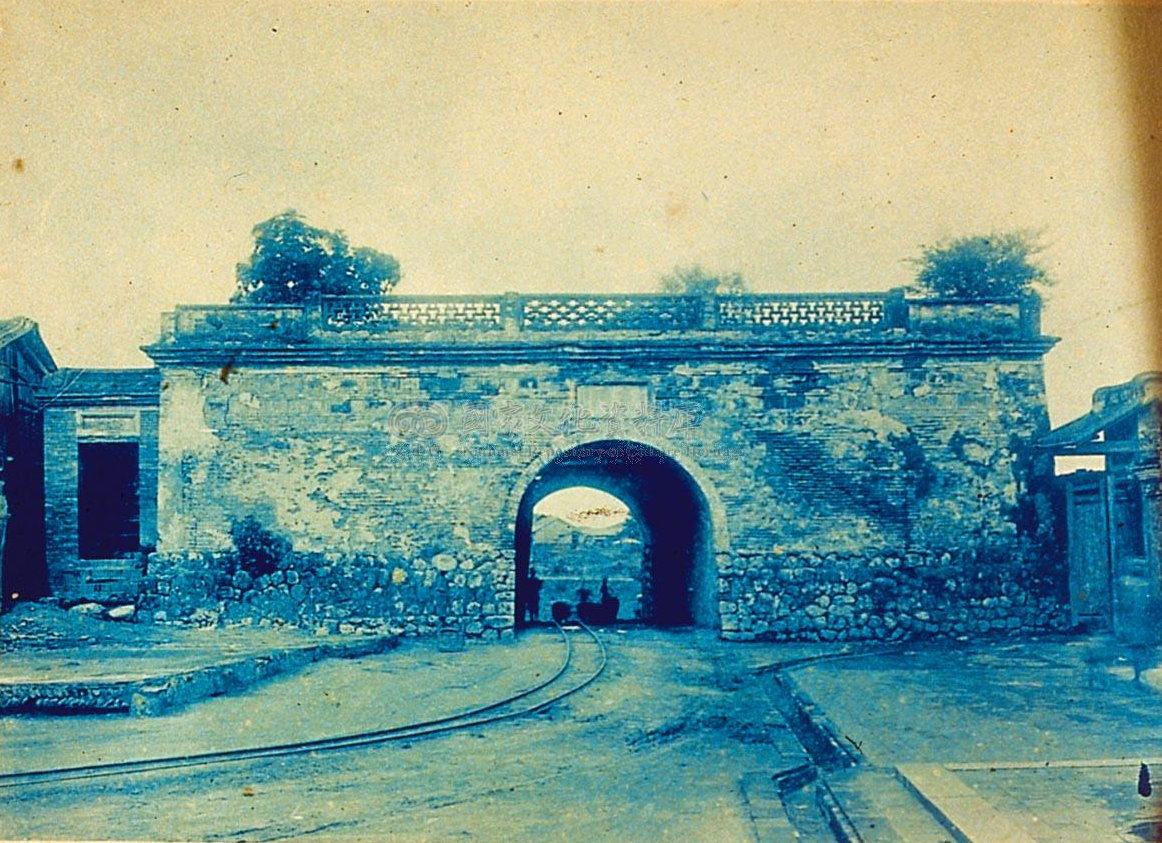
大東門－朝陽門，此面為縣城內側，已拆除
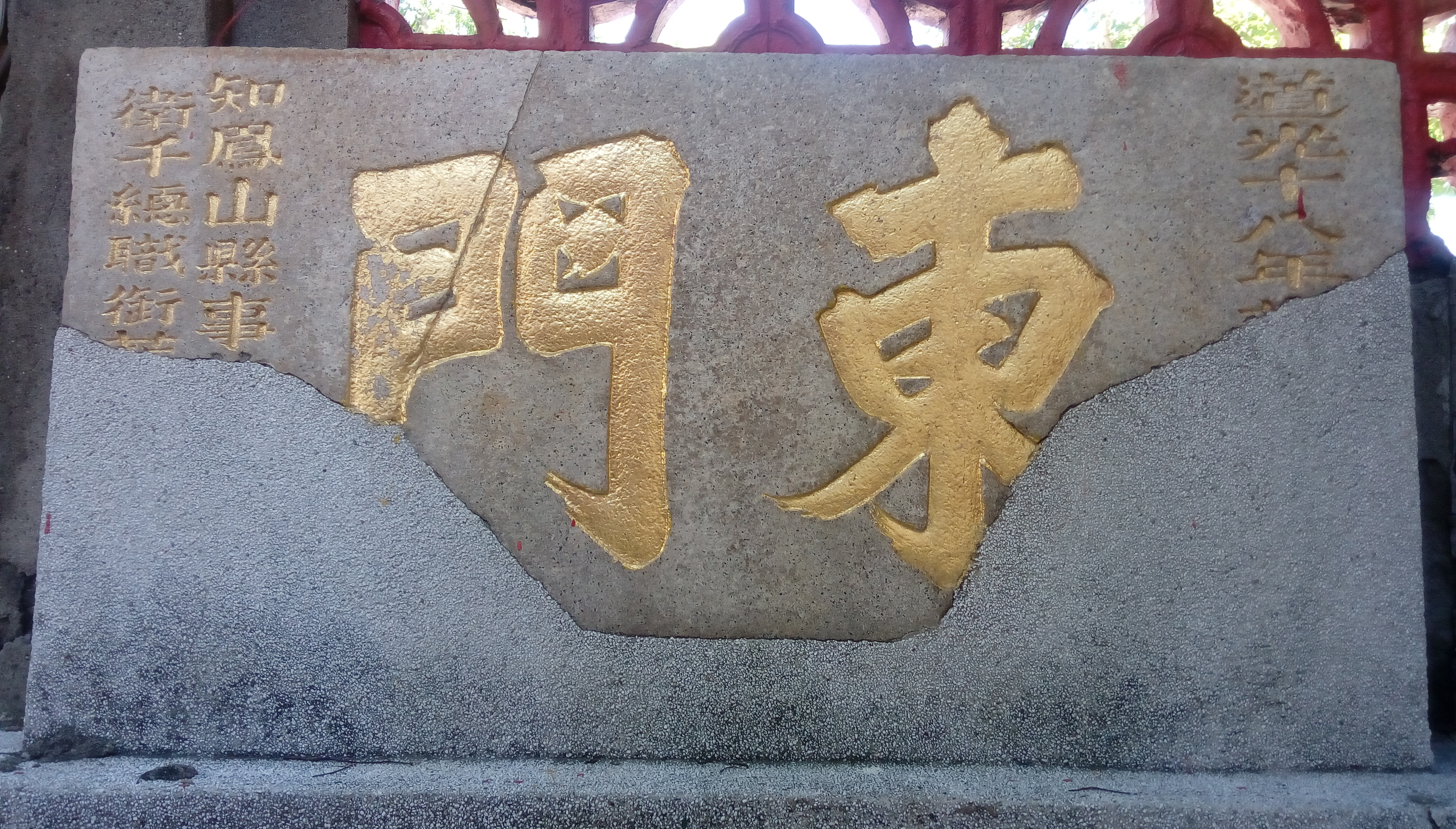
東門門額的落款人部分殘缺，按記載應為知鳳山縣事曹謹及衛千總職銜藍見元，現保存於曹公廟廟埕。
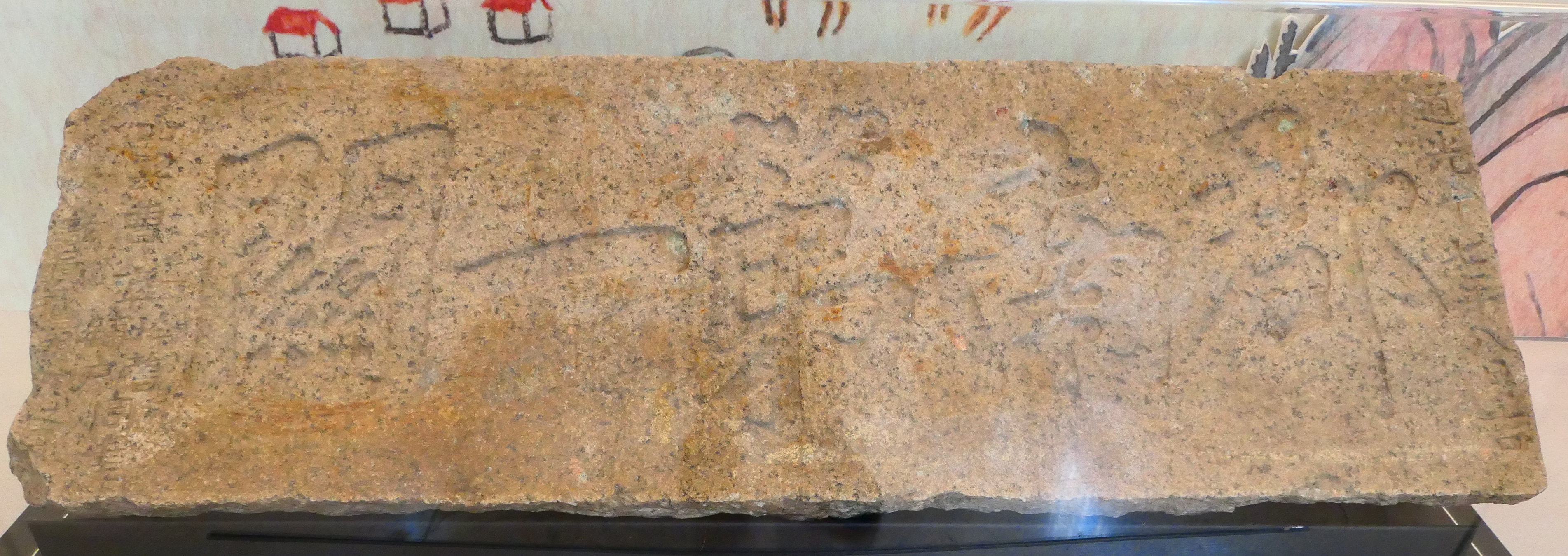
郡南第一關門額，現保存於高雄市立歷史博物館。

#### 外北門
郡南第一關位於鳳山區中正路與協和路口北側，往外可通往台南府城小南門及左營舊城東門，故為清代官道的重要節點，往內則有商業活動興盛的外北門街(武洛塘街)，清代鳳山縣治附近一帶為府城以南最為繁榮之處，故有此名，已於日治時期拆除，橫額題有「郡南第一關」，落款於道光十七年（1837年），上款作「道光十七年八月吉」，下款作「鳳山縣曹率衿耆、舖戶同建，職員盧朝宗督○」，目前郡南第一關的門額存於高雄市立歷史博物館，被列為重要古物保存，此外原城下設有公道可風碑，現存於鳳儀書院。

#### 北門
平朔門位於鳳山區中正路與光復路口南側，過去曾是繁榮的外北門街與和安街之間的重要關口，門額之「朔」為一個月的開始，按字面「平朔」應指美好、安寧的開始的含義，北門後於日治時期拆除，據記載門額落款於道光十八年（1838），西壁有禁牛墟陋規碑。
內面橫額題有「北門」於1960年代由高雄市三民區林姓民眾購入，2023年4月中林家決議捐獻給高雄市立歷史博物館考證。

#### 大東門
朝陽門位於鳳山區中山路與三民路口東側，過去為仁和街通往東門溪碼頭之關口，早年東門溪可行船之時，可通往打狗港，後於日治時期拆除，內面橫額題有「東門」，落款於道光十八年（1838年），現存於曹公廟外之碑林。

#### 西門
景華門位於捷運鳳山站站體上，鳳山區光遠路與中華街口，過去所在地為陸路通往打狗之要道，已於日治時期拆除。

#### 南門
安化門位於鳳山區五甲一路與立信街口東側之南門公園，過去可通往前鎮、草衙，城南有鎮南宮，為當地重要信仰中心，南門後於日治時期拆除。
內面橫額題有「南門」於1960年代由高雄市三民區林姓民眾購入，2023年4月中林家決議捐獻給高雄市立歷史博物館考證。

## 小東門

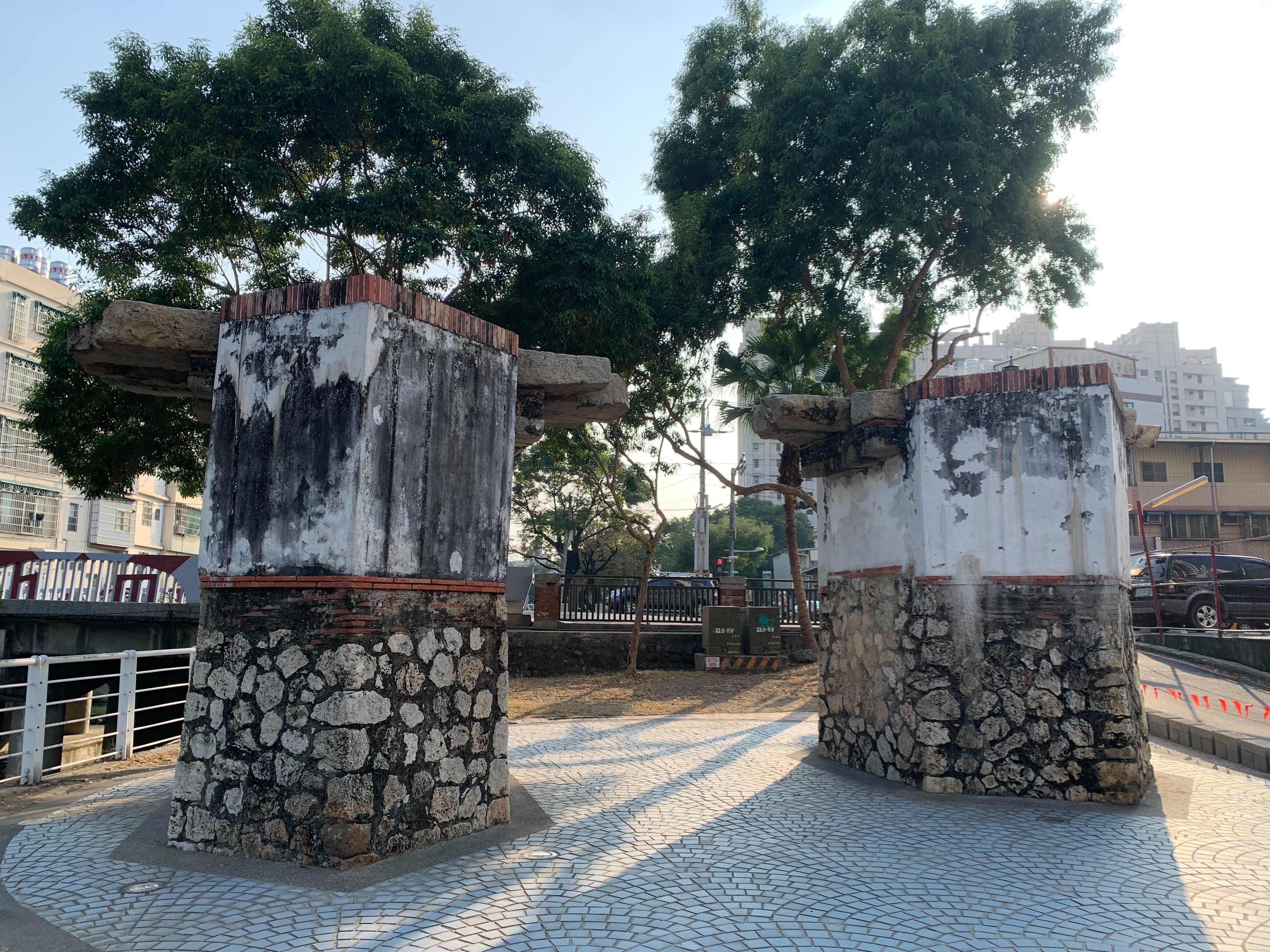
東福橋

小東門「同儀門」，是鳳山縣新城目前唯一留存的城門，地基因鳳山溪整治，現位於鳳山溪上，建築主體是由咾咕石、土及磚塊所製成，過去小東門城內即為打鐵街，城外有東福橋，過橋後即為過溝仔街；再往東可通阿猴城（今屏東市），目前仍作為附近居民往返市中心的重要便道使用。
同儀門的橫額落款於道光十九年（1839年），在1980年代因錯誤的修復工程導致建築喪失原貌，原先的咾咕石結構被水泥塊所遮住，今日所見樣貌則是2006年修復工程中，參考大東門舊照所修復，目前同儀門北側仍留有土城牆的殘跡，高2.56公尺，寬0.64公尺。
小東門旁的東福橋興建於1841年（道光21年），長度五丈，寬度六尺，是由來自南邑的黃永欣、黃永蟳等人捐建，橋體可分作石板樑、橋墩、橋台與橋樑四大部分，石板樑為花崗石材料，橋墩、橋台則是咾咕石為外壁，內部由土所構成，戰後時期，由於鳳山溪整治不力，居民抗議東福橋招致水患，後在2001年7月21日，由於潭美颱風帶來的洪水影響，導致東福橋兩座舊橋墩遭到沖垮，後高雄縣政府在2007年橋墩已移至岸上保存，原本的位置則改建成鋼拱橋。
同儀門旁設有東福祠，是該棟城門的附屬建築。主祀「橋頭土地公」，簡稱「橋公」，此外城門設有一座同治三年（1864年）建立的「重修東福橋」碑記，記述地方過去籌建石橋的捐款，與捐款士紳、店號與金額紀錄的情形。

## 砲台

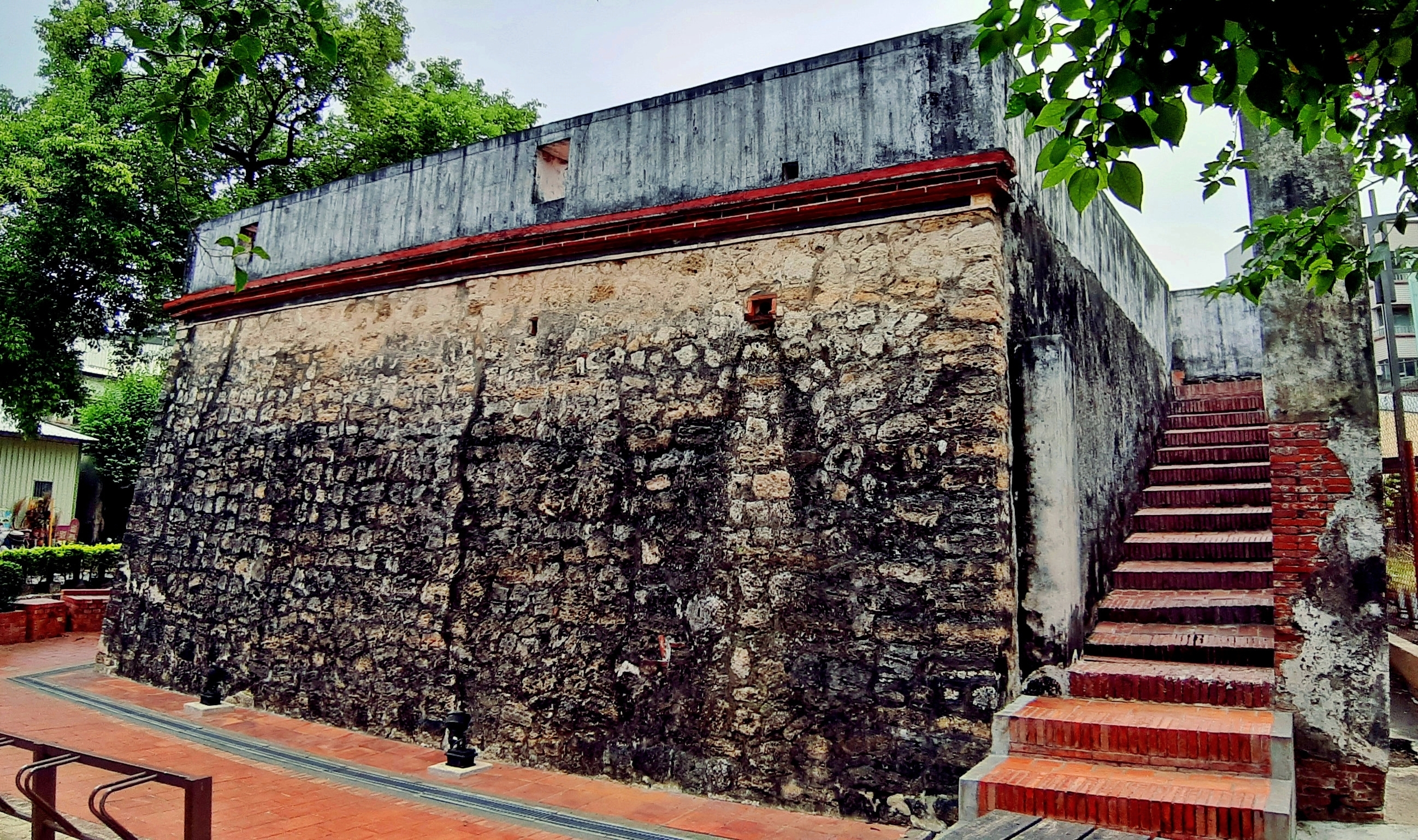
平成砲台
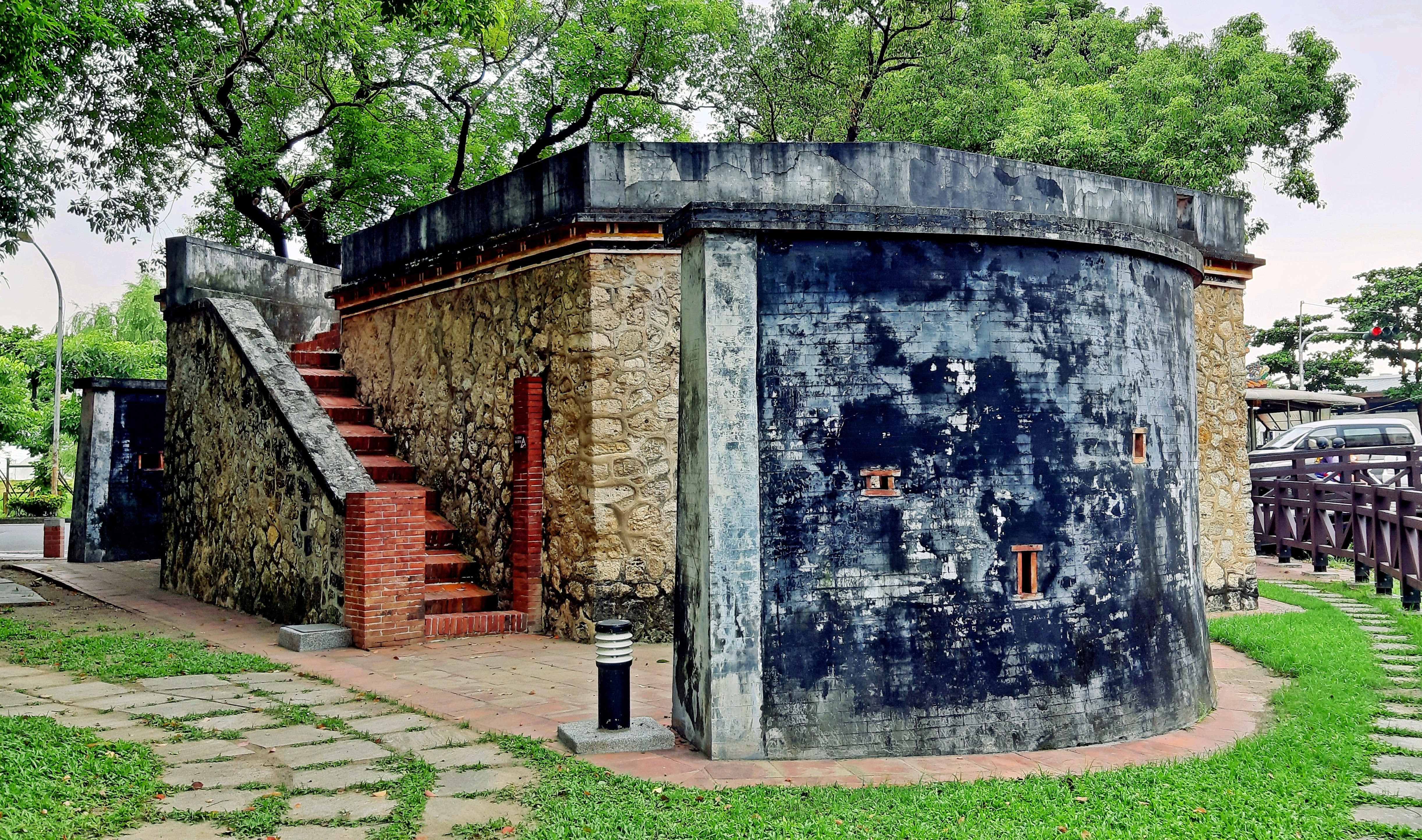
澄瀾砲台
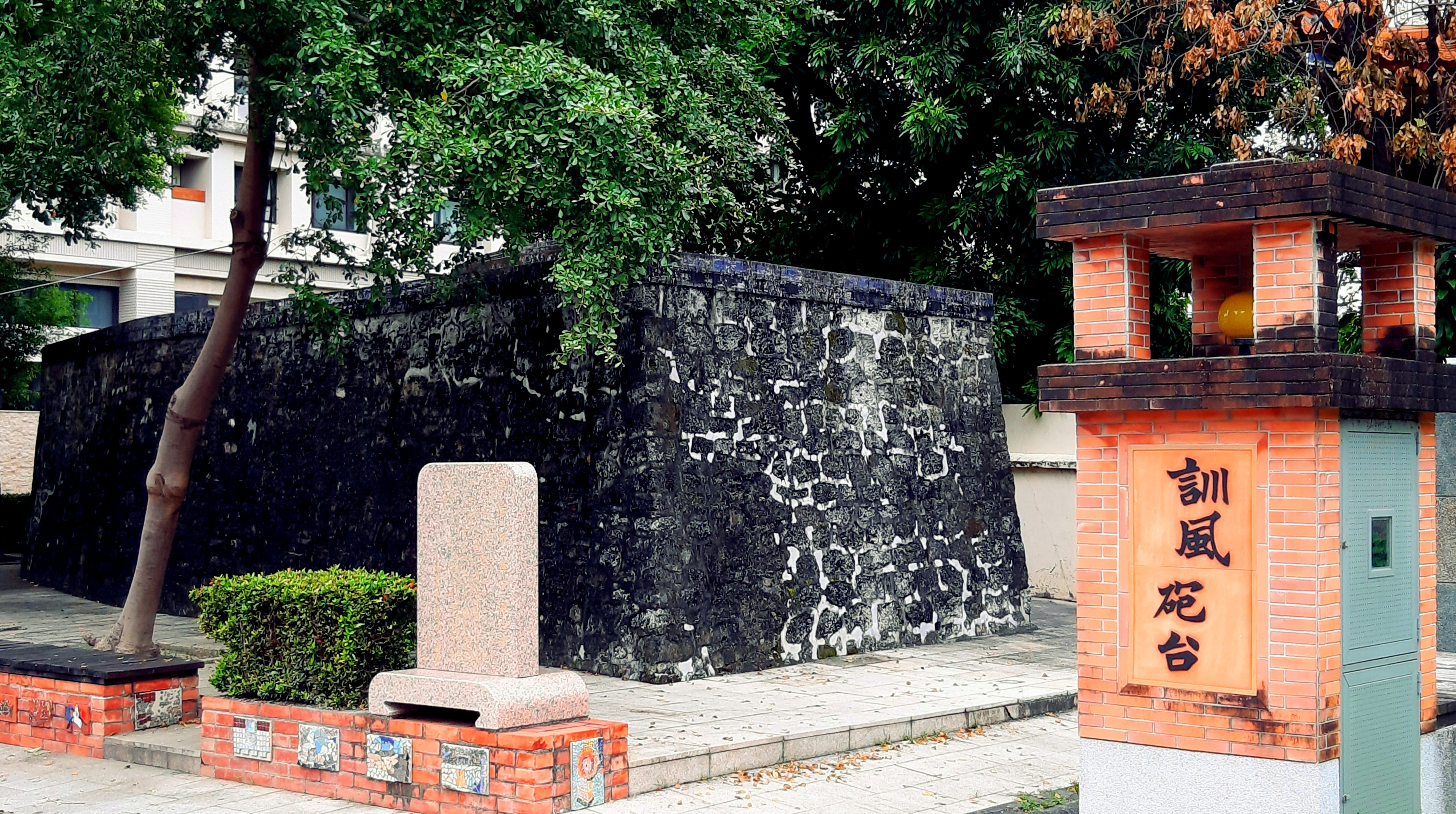
訓風砲台
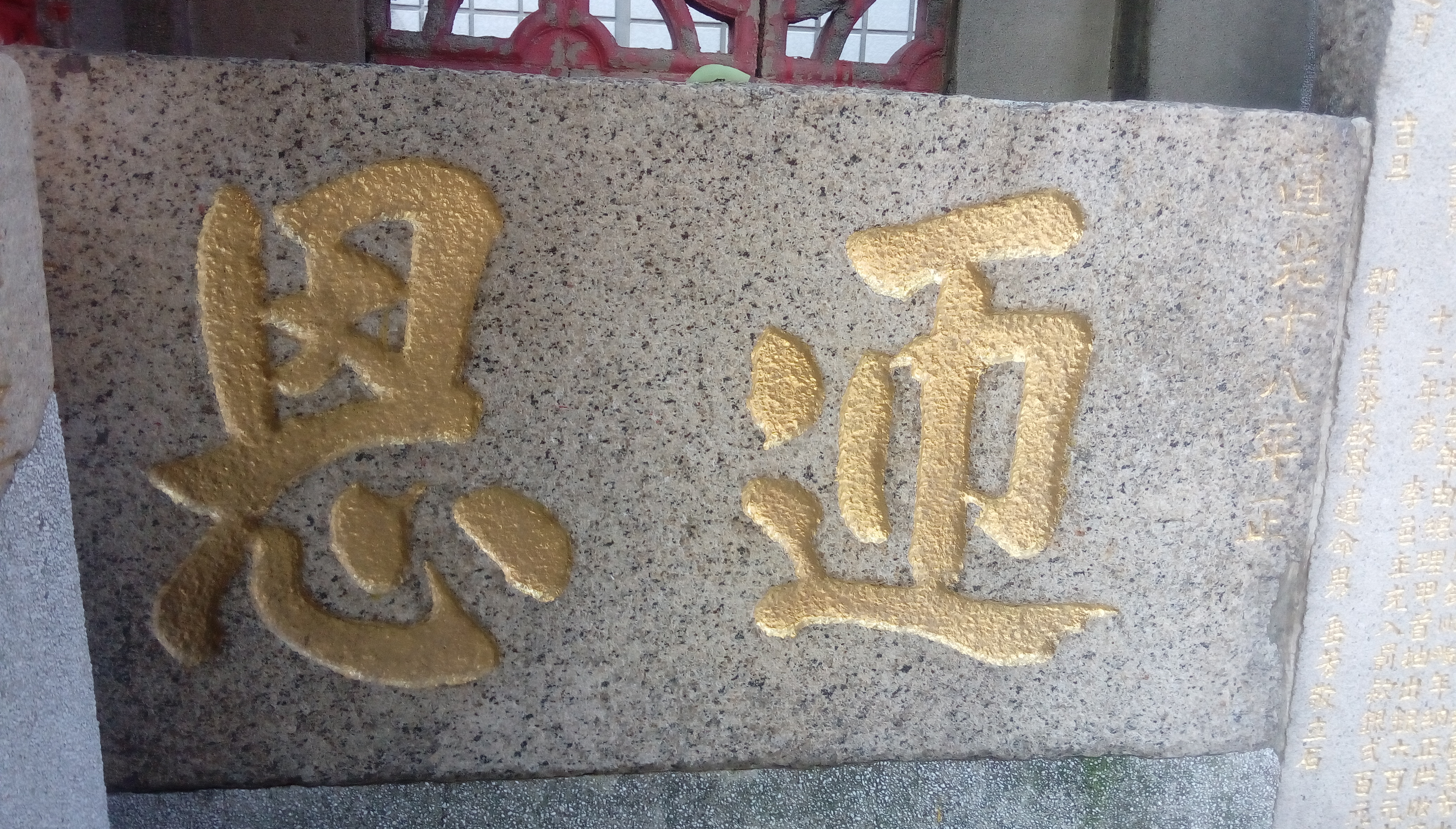
迎恩砲台匾額

鳳山縣新城原有六座砲台，其形式各異，該是順應地形、水文而建；砲台獨立於城牆，僅相連但不相通；位置大都在城牆轉角之處，外則設有護城河以保護新城的安全，目前除平成、澄瀾、訓風外，東南、東北與迎恩砲台則在日治時期時拆除，其中迎恩砲台的橫額後存於曹公廟外之碑林，落款於道光戊戌年（1838年）。

### 平成砲台
平成砲台昔日位於鳳山縣新城西北角，現曹公廟後方，是新城保存最為完整的砲台，建築外牆砌有咾咕石，牆上還留有數處銃孔，並嵌有花崗石「平成」匾額，匾額落款於道光戊戌年（1838年），上款作「道光戊戌年清和月榖旦」，下款作「知鳳山縣事曹覲建，監生陳廷順、舖戶林萬記、鄭榮茂監照」，砲台格局呈現長方形，後於民國88年（1999年）修復完成。

### 澄瀾砲台
澄瀾砲台昔日位於鳳山縣城西南角，現鳳山區復興街與立志街口，嵌有花崗石「澄瀾」匾額，落款於道光拾柒年（1837年），上下款為「道光十七年六月建」，下款作「鳳山縣正堂曹，舖戶鄭萬興、蔡以仁、陳同成仝立」，兩側各有一段由高卵石混合疊砌的土牆，是過去城牆殘存的一部分，格局呈不規則八角形，短牆上留有數處銃孔，戰後，該砲台一度遭到周圍住戶與福德正神廟占用，使得砲台被廟宇建築與樹木遮蔽，一直到民國88年（1999年）在整治護城河時將違建拆除，並協調廟方將福德正神廟遷至附近後，砲台才修復完成。

### 訓風砲台
訓風砲台昔日位於鳳山縣城東南角，臨鳳山溪及南側城牆的匯流處，目前位在鳳山區中山東路五巷之內，其建築主體由卵石構成，嵌有花崗石「訓風」匾額，具有「風平浪靜」寓意，橫額落款於道光戊戌年（1838年），其橫額二邊有書卷裝飾，砲台過去為衛鳳山溪往前鎮河出海口的防禦要塞，格局呈長弧形，戰後因長期受到破壞一度只餘殘壁，最後則於民國88年（1999年）修復完成。

## 縣城內其他設施
- 鳳山縣署

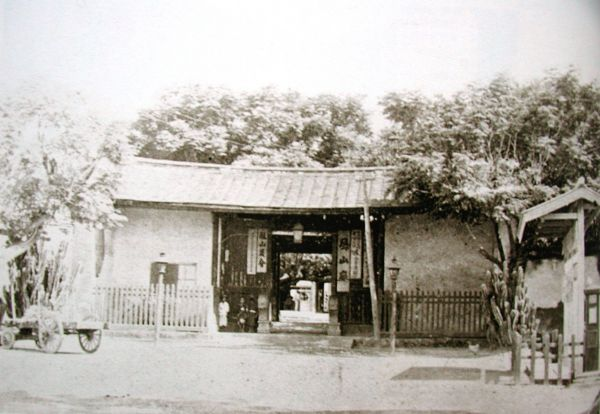
鳳山縣署在日治初期改為鳳山廳署

鳳山縣署在日治初期，曾作鳳山廳署使用。高雄州成立後(1920年)，縣城乃屬其下轄之鳳山郡鳳山街，鳳山縣署一部分挪作學校用地(高雄州鳳山小學校，今曹公國小)，另一部分則改建為鳳山郡役所。中華民國接管臺灣後(1945年)，廢高雄州，縣城改隸高雄縣鳳山鎮，鳳山郡役所改建為高雄縣政府警察局。2010年底，高雄縣市合併，高雄縣政府警察局外觀稍作整建，改為高雄市政府警察局刑事警察大隊、保安警察大隊大樓。
- 鳳儀書院

舊城屏山書院毀於戰火之後，為提升地方文風，歲貢生張廷欽於嘉慶十九年（1814年）統籌興建鳳儀書院，道光三年（1823）落成。為全台現存規模最大的書院，建築工藝頗有可觀之處，列為市定古蹟，2014年11月已修復開放。
- 鳳邑城隍廟

創建於嘉慶五年（1800年），因於日治時期移作他用而破敗，民國五十六年（1967年）重建，為當地的信仰中心。
- 鳳山龍山寺

鳳邑龍山寺為台灣五座龍山寺中，位置最南邊的一座；今列為國定古蹟，建築工藝精巧，仍保有清代格局。
- 鳳山雙慈殿

當屬鳳山縣新城的寺廟群中，創建年代最早的一座，惜經多次改建已失原貌，故不列入古蹟；廟中保存許多珍貴文物，亦為當地的信仰中心。
- 曹公廟

原稱曹公祠，位於曹公路、曹公國小正對面；清代曾於鳳儀書院祭祀曹謹祿位，日治時期於現址建祠。
- 天公廟

清朝嘉慶三年（1798年）創建，歷經多次改建已成為一座宏偉莊嚴的廟宇。

## 外部連結
- 鳳山縣城殘蹟——高雄市政府文化局